# Thierry Hentsch
Pour les articles homonymes, voir Hentsch.
Thierry Hentsch (Lausanne, 7 août 1944 – Montréal, 7 juillet 2005), professeur de philosophie politique et penseur en sciences politiques. Né en Suisse, il a ensuite immigré au Canada en 1977. Il est mort le 7 juillet 2005 des suites d’un cancer du pancréas. 
Ses livres de philosophie sont traduits en plusieurs langues, dont l'anglais et l'arabe.

## Biographie
En 1962, il obtient un baccalauréat en lettres puis une licence en droit à l’Université de Lausanne. Il fait ensuite un doctorat à l’Institut universitaire de hautes études internationales à Genève.
De 1967 à 1972, il travaille au Comité International de la Croix Rouge (CICR) d’abord sur le terrain à Damas et à Gaza (1967-68) puis au siège du comité à Genève. Il participe à diverses missions de négociations au Biafra (1969), à Amman (1970) et au Bangladesh (1972). De 1970 à 1975, il est assistant du directeur de l’Institut universitaire de hautes études internationales à Genève. En 1975, il devient professeur substitut au département de sciences politiques de l’UQAM. Il sera nommé professeur permanent en 1979, année de sa citoyenneté canadienne. Il sera directeur de programme de 1980 à 1982 et directeur du département de sciences politiques de 1998 à 2001. 
Les questions du rapport entre les cultures, notamment entre l’islam et l’Occident, occupent particulièrement ses recherches. Il donnera pendant près de trois décennies le cours intitulé « Problèmes politiques contemporains » dont les grandes lignes se retrouvent dans son livre intitulé Introduction aux fondements du politique (PUQ, 1993). 
Le 7 juillet 2005, un cancer du pancréas foudroyant le terrassera quelques jours seulement avant la sortie de son dernier livre, Le temps aboli (PUM, 2005). 

## Prix et nominations
- 2006 – nommé pour le prix du Gouverneur général du Canada pour Le temps aboli.
- 2005 - La traduction anglaise de Raconter et mourir par Fred A. Reed (Truth or death : the quest for immortality in the western narrative tradition) reçoit le prix littéraire du Gouverneur général du Canada de la meilleure traduction du français à l'anglais.
- 2003 – Prix littéraire du Gouverneur général du Canada, études et essais, pour Raconter et mourir.
- 2003 – Prix Louis Pauwels pour Raconter et mourir.

## Citations
- "Si le présent nous semble insaisissable, c'est que le souci de l'avenir s'emploie sans cesse à le détruire. (...) Je dirais que l’avenir n’offre aucun intérêt. L’inépuisable intérêt du passé, au contraire, réside en ce qu’il constitue notre seule réalité. Plus encore : notre seul guide possible. Le passé est à l’intellect ce que l’argile est au céramiste : la seule matière à laquelle il nous soit possible de donner du sens." (Raconter et mourir)

- "La vie est une erreur. Une merveilleuse erreur de parcours qui a produit la musique de Bach et, pas très loin, les camps de concentration." (Les amandiers)

- "L'homme est la possibilité de l'infini dans la finitude." (La mer, la limite)

## Œuvres
- Face au blocus; La Croix-Rouge internationale dans le Nigéria en guerre (1967-1970), Institut Universitaire de Hautes Études Internationales, 1973.
- L’Orient imaginaire : la vision politique occidentale de l’Est méditerranéen, Éditions de Minuit, 1988.
  - Traduction anglaise Imagining the Middle East, Éditions Black Rose, 1996.
- Introduction aux fondements du politique, PUQ, 1993.
- Raconter et mourir; Aux sources narratives de l’imaginaire occidental, PUM, 2002, 496 p. (ISBN 978-2749500621)
  - Traduction anglaise Truth or death : the quest for immortality in the western narrative tradition, Éditions Talonbooks, 2004.
- Les amandiers, Caplan & Co. éditeur, 2002.  (ISBN 978-2-912604-05-7)
- La croyance : premières réflexions, Éditions Bréal, 2003,  (ISBN 978-2-7495-0125-3).
- Le temps aboli : l’Occident et ses grands récits, PUM, 2005, p 410.  (ISBN 978-2749505763). 
  - Traduction anglaise Empire of Desire : The Abolition of Time, Talonbooks Publishing, 2008.
- La mer, la limite, Héliotrope, 2006,  (ISBN 978-2923511030).

## Autour de l'œuvre
- Luc VIGNEAULT et Blanca NAVARRO PARDINAS (dir.), De la vérité du récit. Hommage à Thierry Hentsch, Québec, Presses de l'université Laval, 2008, 253 p.
- Sébastien MUSSI (dir.), "Thierry Hentsch. La pensée réversive", in Les Cahiers de l'idiotie, vol. 1, n°2, automne 2008, 331 p. ;